# 서울 세종 영릉 신도비
서울 세종 영릉 신도비(서울 世宗 英陵 神道碑)는 서울특별시 동대문구, 영녕릉에 있는 조선시대 1452년(문종 2년)에 만들어진 비석이다. 2013년 7월 16일 대한민국의 보물 제1805호로 지정되었다. 세종대왕기념사업회에서 관리하고 있다.
신도비의 총 높이는 507cm, 이수와 비신 447cm, 비좌 60cm, 너비 155cm, 두께 50cm이다. 재질은 대리석이다.
세종 영릉 신도비는 조선시대 문화의 기틀을 마련하고 국기를 튼튼히 다졌던 제4대 임금 세종의 생애와 업적을 영원히 기리기 위해 그의 일대기를 담아 세운 비이다.
세종의 훈민정음 창제에 크게 공헌했던 문신 정인지(鄭麟趾, 1396~1478년)가 글을 짓고, 세종대왕의 셋째 아들로 당대의 대표적 서예가였던 안평대군 이용(李瑢, 1418~1453년)이 글씨를 썼다. 비록 비신의 표면이 심하게 부식·박락되어 금석문의 내용을 거의 알아볼 수 없는 상태이지만 "···겸 성균관대사성 신 정인(兼 成均館大司成 臣 鄭麟)···"과 "···신 용 봉교서(臣 瑢 奉敎書)···"와 같은 중요한 부분이 남아 있는 것만으로도 가치가 높다고 할 수 있다.
또한 비신과 한 몸으로 제작된 이수(螭首)는 원형을 거의 간직하고 있어 조선 초기 왕의 신도비를 비롯하여 조선시대에 세워진 많은 신도비를 연구하는 데 중요한 자료가 될 수 있다.

## 같이 보기
- 영녕릉

## 참고 자료
- 서울 세종 영릉 신도비 - 국가유산청 국가유산포털
- 이 문서에는 문화재청에서 공공누리 제1유형으로 배포된 자료를 바탕으로 한 내용이 포함되어 있습니다.